# Синдром сухого ока
Сухий кератокон'юнктивіт (лат. keratoconjunctivitis sicca, KCS, «сухість (запалення) рогівки і кон'юнктиви»), також відомий як синдром сухого ока (англ. dry eye syndrome, DES) або сухий кератит — захворювання ока, що викликається або пониженим виробленням сліз, або їх швидким випаровуванням. Діагностується в людей та деяких тварин. Синдром сухого ока — одне з найбільш поширених захворювань з частотою захворюваності 5-6 % населення, 12-22 % серед осіб старше 40 років і до 34 % серед людей похилого віку.

## Симптоми

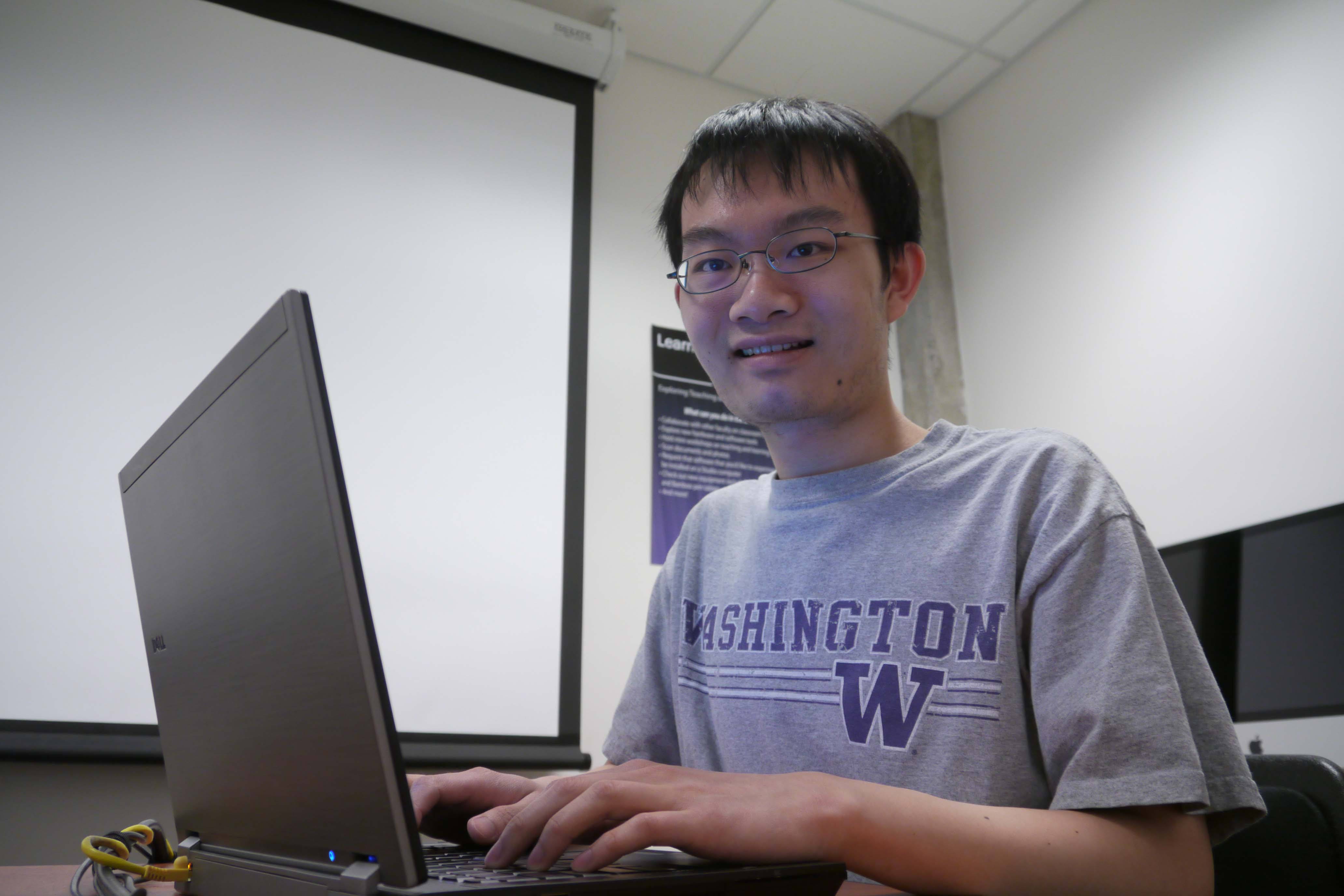
Тривала робота за комп'ютером часто викликає симптоми «сухого ока».

До типових симптомів сухого кератокон'юнктивіту відносять сухість, печіння, подразнення з відчуттям піску в очах, що посилюється протягом дня. Симптоми можна описати як сверблячі, дряпаючі, жалячі відчуття або втома очей. Іншими симптомами є біль, почервоніння, відчуття стягнутості і тиску за очима. Може бути відчуття, ніби в оці присутнє щось на кшталт крупинки бруду. Пошкодження поверхні ока посилює дискомфорт і чутливість до яскравого світла. Зазвичай хвороба поширюється на обидва ока. Також можуть бути присутні тягучі виділення з очей. Оскільки очі подразнюються, може спостерігатись підвищена сльозливість та надлишкове сльозовиділення, як ніби в оці присутній сторонній предмет. Такі сльози не обов'язково покращують самопочуття очей, оскільки це сльози водянистого типу, які виникають у відповідь на подразнення чи емоцію і не мають необхідних для запобігання синдрому сухого ока змащувальних властивостей.

## Лікування
Для лікування може використовуватись цілий ряд підходів. Їх можна узагальнити наступним чином: уникнення факторів подразнення, стимуляція вироблення сліз, покращення утримання сліз, очищення повік, лікування запалення очей.

### Загальні рекомендації
Синдром сухого ока може обтяжуватись в димному чи запиленому приміщені, при кондиціонуванні повітря і через природну властивість людини менше кліпати під час концентрації. Цілеспрямоване кліпання, особливо під час роботи за комп'ютером і перерви на відпочинок для втомлених очей є основними кроками для мінімізації дискомфорту. Тертя очей потрібно уникати, оскільки воно може призвести до ще більшого подразнення. Синдром сухого ока може супроводжувати блефарит, тому потрібно приділяти особливу увагу для очищення повік зранку та ввечері за допомогою мягких шампунів і теплих компресів, що може покращити стан у випадку кожного із захворювань.

### Контроль стану навколишнього оточення
Потрібно уникати сухих, задимлених та запилених середовищ. Зокрема  потрібно уникати фенів, обігрівачів, конциціонерів повітря чи вентиляторів, особливо коли вони спрямовані на око. Носіння окулярів або напрямок погляду вниз, наприклад, за рахунок встановлення ком'ютерного екрану на нижчу висоту можуть бути корисні для захисту очей, якщо обтяжливі фактори середовища неможливо усунути. Використання зволожувача, , особливо в зимню пору, може допомогти, зволоживши сухе повітря в приміщенні.

### Відновлення водного балансу
У випадках легкої та середньої важкості додаткове змащення — найважливіша частина лікування.

#### Штучні сльози
Застосування штучних сліз кожні декілька годин — один з ефективних способів лікування сухого кератокон'юнктивіту.